# Cenușăreasa
Cenușăreasa (în franceză Cendrillon) este un basm popular ce întrupează elementul de mit al opresiunii nedrepte urmată de triumf și răsplată. Se cunosc mii de variante ale basmului în toată lumea.
Personajul principal este o fată tânără ce trăiește într-o situație nefericită, și al cărei noroc se schimbă. Însuși cuvântul cenușăreasă a ajuns, prin analogie, să însemne „persoană ale cărei calități sunt nerecunoscute, sau care primesc recunoaștere după o perioadă de obscuritate și neglijare”. Povestea populară a Cenușăresei influențează cultura populară internațională, fiind transpusă în alte opere artistice prin elemente de acțiune, aluzii și motive.

## Originile și istoria

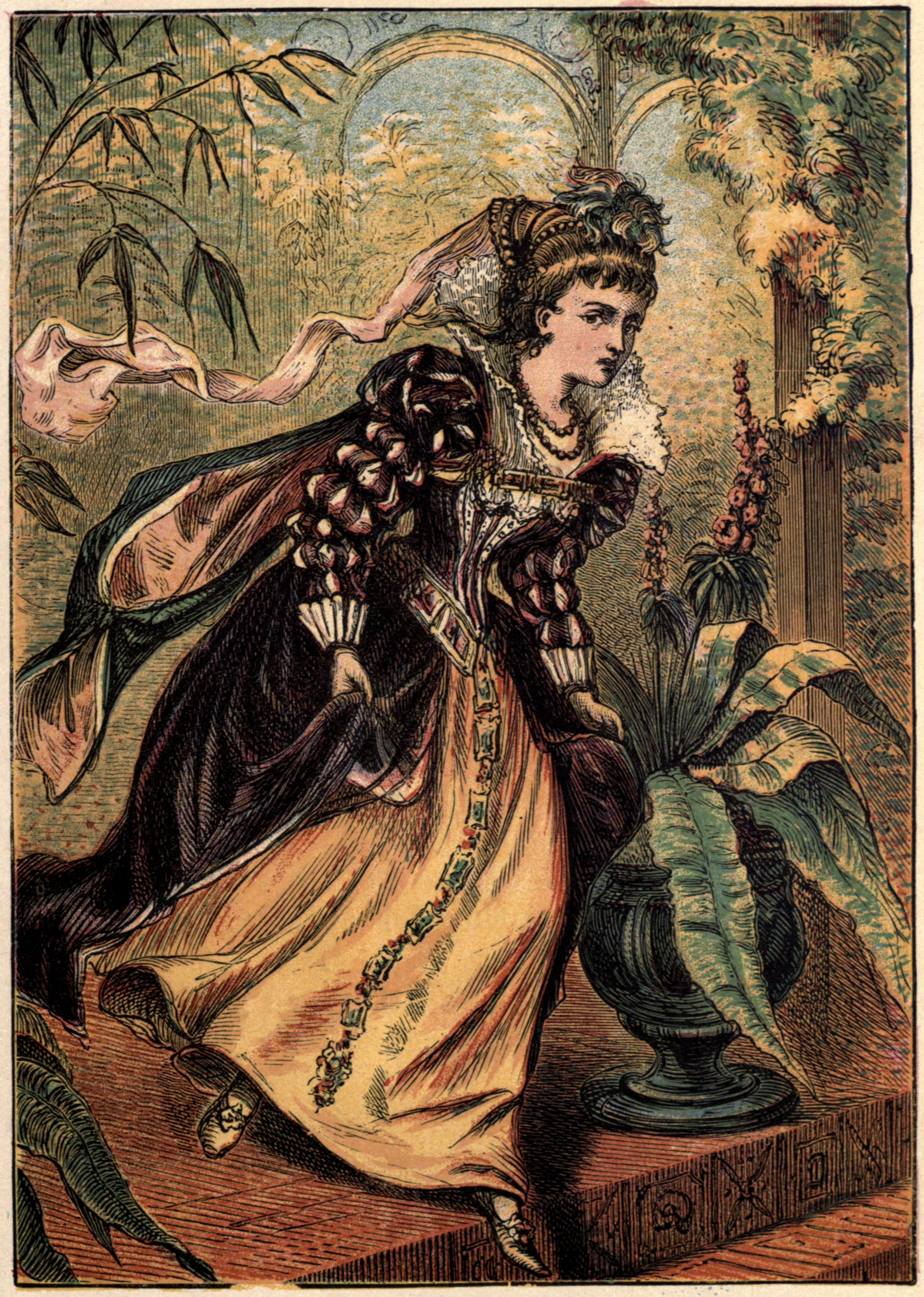
Cenuşăreasa. Ilustrație din 1865

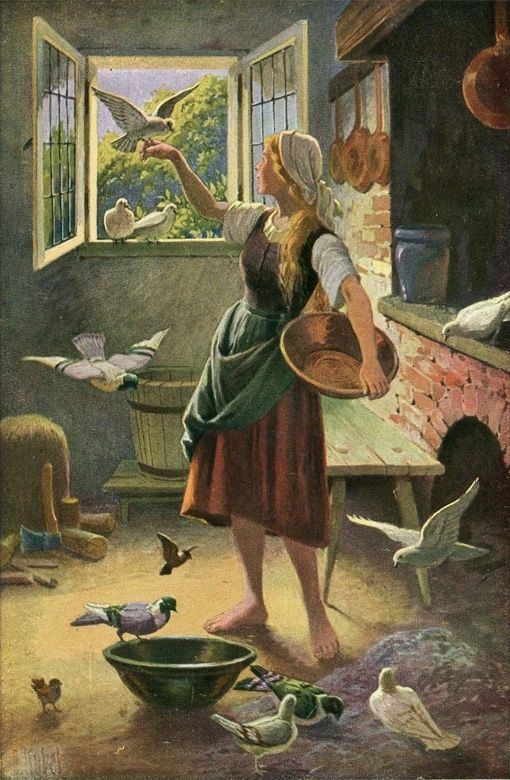
Otto Kubel (1868 – 1951)

Tema Cenușăresei ar putea să fi apărut încă din antichitatea clasică: Istoricul grec Strabon (Geographica Cartea 17, 1.33) a consemnat în secolul I e.n. povestea fetei greco-egiptene Rhodopis, considerată a fi cea mai veche versiune a poveștii. Servitoarea Rhodopis („fata cu obraji roșii”) își spală hainele într-un pârâu, obligată fiind de celelalte servitoare, care au plecat la un eveniment organizat de faraonul Amasis. Un vultur îi ia sandaua cu trandafiri și o lasă la picioarele faraonului în orașul Memphis; el cere apoi femeilor din regatul său să probeze sandaua pentru a vedea cui i se potrivește și Rhodopis este singura care o poate încălța. Faraonul se îndrăgostește și se căsătorește cu ea. Povestea reapare ulterior la Aelian (ca. 175–ca. 235), ceea ce arată că tema Cenușăresei a rămas populară în antichitate.
O altă versiune a poveștii, Ye Xian, a apărut în Yǒuyáng Zázǔ de Tuan Ch'eng-Shih în preajma anului 860 e.n. Aici, fata frumoasă și harnică se împrietenește cu un pește, reîncarnarea mamei ei, omorâtă de mama vitregă a fetei. Ye Xian păstrează oasele, care au proprietăți magice, și ele o ajută să se îmbrace potrivit pentru un festival. Când ea își pierde papucul după plecarea în grabă, regele o găsește și se îndrăgostește de ea.
Câteva variante diferite ale poveștii apar în O mie și una de nopți, toate tratând tema fetei celei mici hărțuită de surorile invidioase. În unele dintre acestea, este vorba despre un tânăr care are doi frați. Una dintre povești, „Judar și frații săi”, se îndepărtează de la finalurile fericite ale altor variante, terminându-se în schimb tragic, fiul cel mai mic fiind otrăvit de frații mai mari.
O altă veche poveste a Cenușăresei provine din Japonia. În aceasta, Chūjō-hime fuge de la mama sa vitregă cu ajutorul unor călugărițe budiste, și se alătură mănăstirii lor.
Cea mai veche poveste europeană cu această temă este „La Gatta Cenerentola” sau „Pisica cenușăreasă” care apare în cartea "Il Pentamerone" a culegătorului italian de basme Giambattista Basile în 1635. Aceasta versiune a stat la baza versiunilor ulterioare publicate de autorul francez Charles Perrault și de frații Grimm germani. (în versiunea fraților Grimm, nu apare zâna cea bună, spiritul mamei adevărate fiind reprezentat de două păsări din copacul de lângă mormântul mamei.)

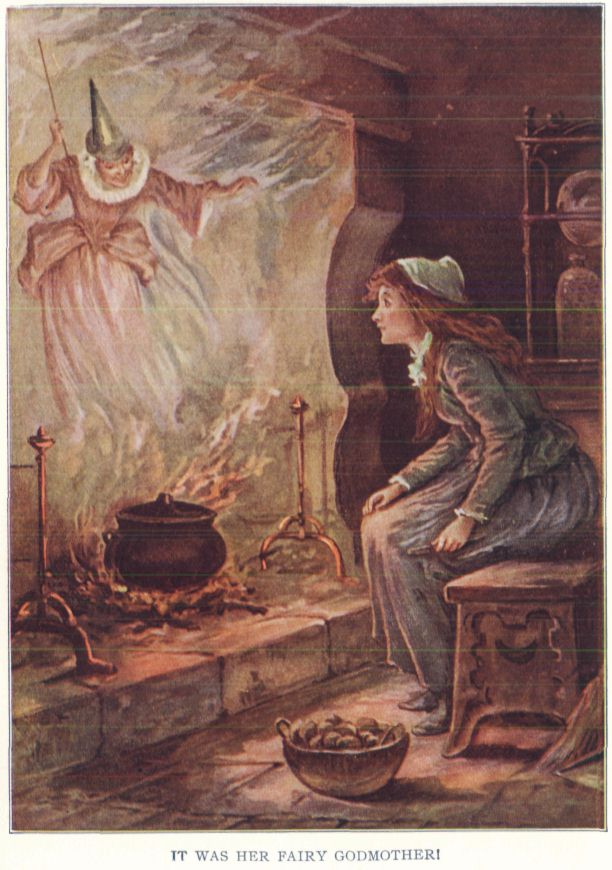
Oliver Herford a ilustrat zâna cea bună pe baza versiunii Perrault.

Una dintre cele mai populare versiuni ale basmului a fost cea scrisă de Charles Perrault în 1697. Popularitatea poveștii sale s-a datorat faptului că Perrault a adăugat în poveste dovleacul, zâna cea bună și pantofii de sticlă. Se credea, în mod eronat, de către vorbitorii de engleză, că în versiunea lui Perrault, Cenușăreasa poartă cizme de blană („pantoufle en vair”), și că atunci când s-a tradus povestea în engleză, vair a fost confundat cu verre (sticlă), și că povestea a rămas așa. Teoria cizmelor de blană a fost însă infirmată.
O altă versiune celebră a fost consemnată de frații Jacob și Wilhelm Grimm în secolul al XIX-lea. Povestea se numește Aschenputtel iar ajutorul vine din partea copacului de pe mormântul mamei. În această versiune, surorile vitrege încearcă să păcălească prințul, tăindu-și părți din picior pentru a face pantoful să se potrivească. Prințul este informat de doi porumbei care scot ochii surorilor vitrege, făcându-le cerșetoare oarbe pentru toată viața lor.

## Legături externe
Materiale media legate de Cenuşăreasa la Wikimedia Commons
- Project Gutenberg compilation, including original Cendrillon
- Photos and illustrations from early Cinderella stage versions Arhivat în 3 martie 2012, la Wayback Machine.
- Versiunea românească a Cenușăreasa
- Parallel German-English text of brothers Grimm's version in ParallelBook format